# Steinbrüche bei Meillerie

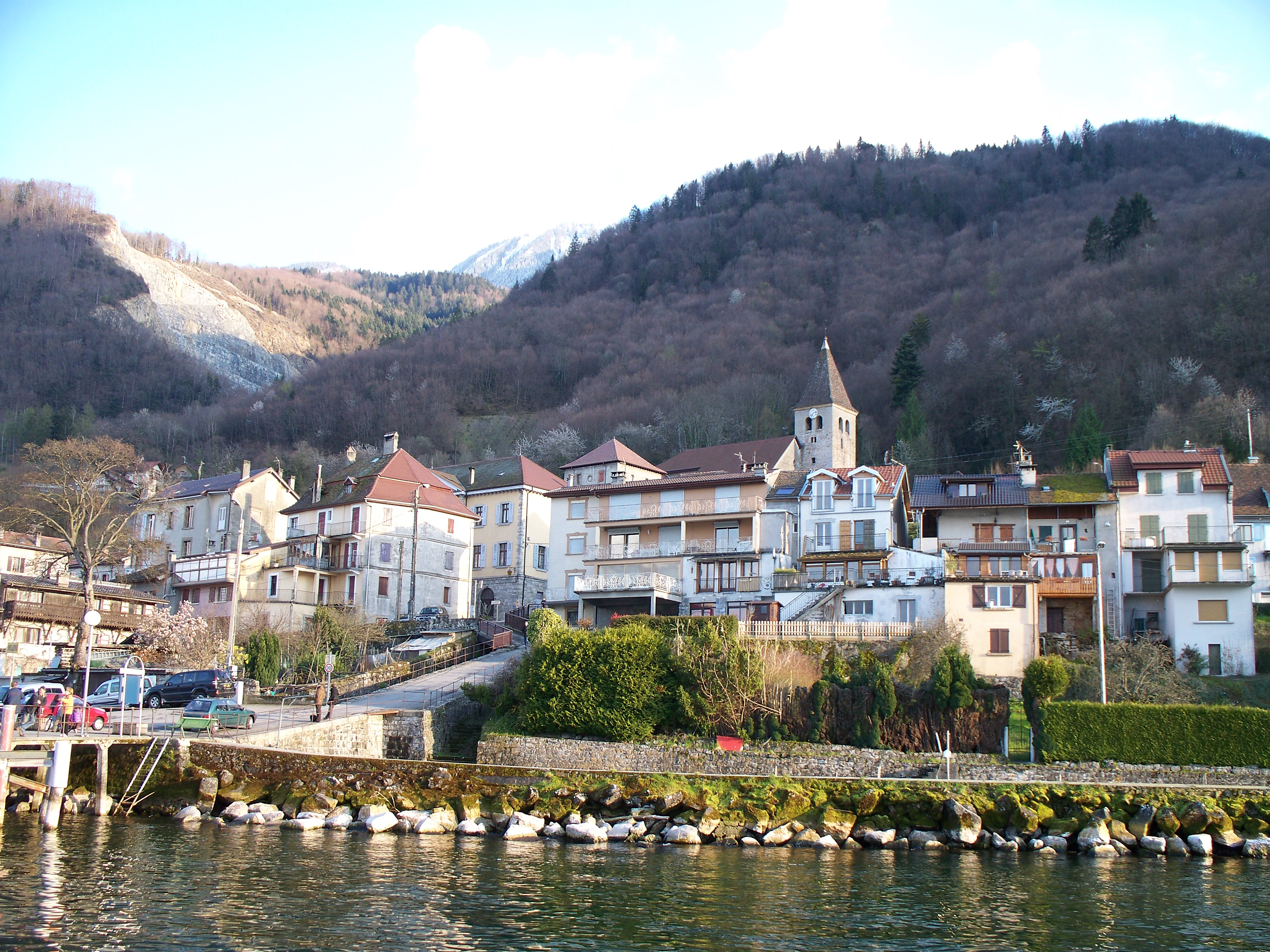
Steinbruch oberhalb der Ortschaft Meillerie

Die Steinbrüche bei Meillerie sind ehemalige, teilweise heute wieder ausgebeutete Steinbrüche zum Abbau von Kalkstein an den Voralpen südlich des Genfersees.

## Geschichte
Im späten 18. Jahrhundert begann die Steingewinnung im Steinbruch von Balle beim Dorf Locum, das am Seeufer liegt und zur französischen Gemeinde Meillerie in Savoyen gehört. Die Ortschaft liegt vier Kilometer westlich der Grenze zur Schweiz bei Saint-Gingolph.
Im 19. Jahrhundert entwickelte sich die Steinindustrie von Meillerie zu einem bedeutenden Gewerbe, weil der im Gebiet  von Étalins und Balme am Fuss der Voralpen des Chablais abgebaute Kalkstein in den rasch wachsenden französischen und schweizerischen Städten rund um den Genfersee sehr gefragt war. In den Aufschlüssen an der steil aus dem See aufragenden Bergflanke liegen rund 300 Meter mächtige Schichten aus Trias, Lias und Dogger zu Tage, welche Kalk und Mergel enthalten, die als Baustoffe bis ins frühe 20. Jahrhundert eine grosse Bedeutung hatten.

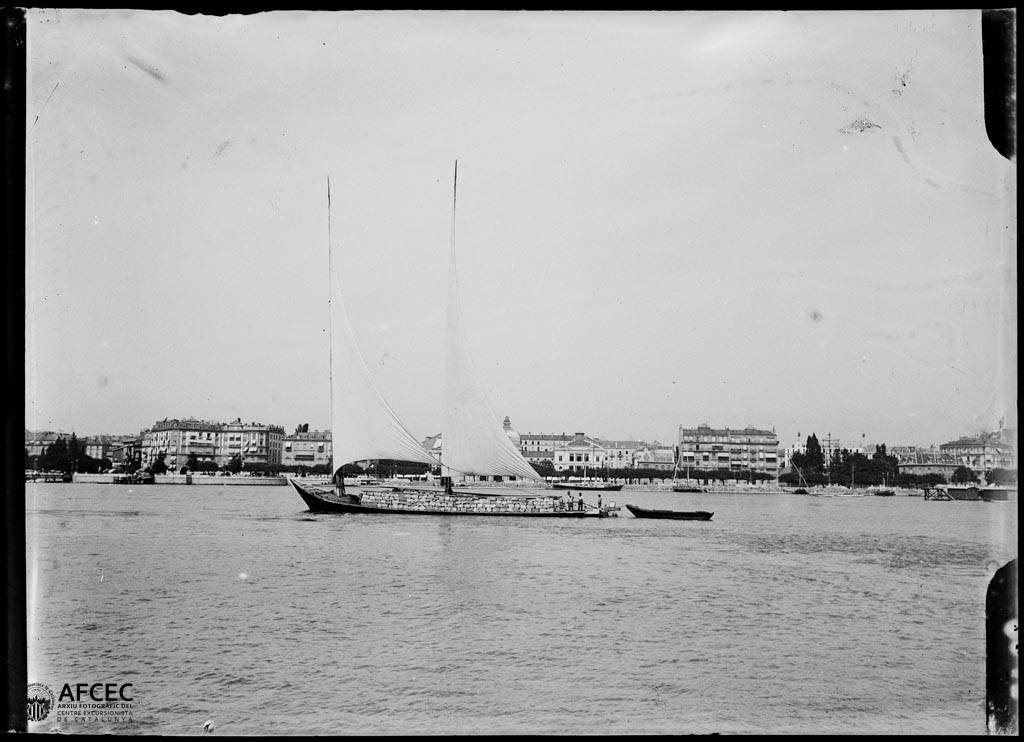
Steinladung auf einem Frachtschiff um 1900

In den Brüchen waren zeitweise weit über 500 Personen beschäftigt. Das Gestein wurde mit Karren von den Abbauorten an der Bergflanke zu den Verladestellen am Seeufer geführt und dort auf die Transportschiffe verladen. Dank dem einfachen Transport auf dem Seeweg in die Nähe der Baustellen waren die Steinproduzenten von Meillerie gegenüber andern Kalksteinlieferanten vor dem Aufkommen der Lastkraftwagen im Vorteil.
In einzelnen Jahren um die Mitte des 19. Jahrhunderts wurden mehr als 20'000 Kubikmeter Gestein von Meillerie verschifft. Für diese Transportaufgabe eigneten sich die traditionellen Genferseebarken, die Barques du Léman, mit einer offenen, vom Quai aus über Planken zugänglichen Ladefläche ausgezeichnet. Die Schiffleute dieser Barken nannten sich Bakouni. Tausende Schiffsladungen Stein wurden jährlich nach Genf, Lausanne, Evian und andere Orte geführt und für den Bau von Privathäusern und öffentlichen Bauwerken wie dem Bahnhof Genève-Cornavin verbraucht. Um 1870 wurde der Verladehafen von Meillerie vergrössert. In den 1920er Jahren lieferte Meillerie die Steinquader für den Bau des Völkerbundspalastes.
Doch seit dem Ersten Weltkrieg verschlechterte sich die wirtschaftliche Lage der Steinbruchbetriebe, weil inzwischen in der Schweiz die Eisenbahn Bausteine aus anderen Regionen in genügender Menge und zu günstigeren Konditionen liefern konnte und weil jetzt im Hochbau die Betonbauweise immer mehr Bedeutung erhielt. In der ersten Hälfte des 20. Jahrhunderts kamen die Produktion in den Steinbrüchen von Meillerie und auch der traditionelle Gütertransport auf dem Genfersee weitgehend zum Erliegen. In Locum sind noch die Ruinen des Verladehafens und eines Kalkbrennofens zu sehen.
Der Steinbruch Étalin oberhalb der Ortschaft Meillerie wird seit 1972 vom Unternehmen Sagradranse weiter ausgebeutet. Das abgebaute Material gelangt vom Steinbruch über ein 800 Meter langes Förderband zur Verladestelle am Genfersee und wird dort auf die modernen Transportschiffe gekippt. Bei den Arbeiten von Étalin kam es in jüngster Zeit gelegentlich zu kleineren Bergstürzen.
Zu den historischen Steinbrüchen führt ein gekennzeichneter Themenweg.
Ehemalige Steinbrüche am Obersee lagen östlich von Meillerie auch bei La Chéniaz in der französischen Gemeinde Saint-Gingolph und bei Fénalet auf dem Gebiet des schweizerischen Saint-Gingolph.